# خورخي باردو
خورخي باردو (بالإسبانية: Jorge Bardou)‏ مواليد 5 مارس 1965 في برشلونة، هو لاعب كرة مضرب إسباني سابق وكان يلعب باليد اليمنى. أعلى تصنيف له في الفردي كان المركز الـ 173 في سنة 1988. أعلى تصنيف له في الزوجي كان المركز الـ 104 في سنة 1986. سبق أن شارك في دورة الألعاب الأولمبية الصيفية.

## روابط خارجية
- خورخي باردو على موقع رابطة محترفي التنس (الإنجليزية)
- خورخي باردو على موقع الاتحاد الدولي لكرة المضرب (الإنجليزية)
- خورخي باردو على موقع خلاصة التنس.كوم (الإنجليزية)
- خورخي باردو على موقع أوليمبيديا (الإنجليزية)